# Molí Major (Carme)
El Molí Major és una obra de Carme (Anoia) inclosa a l'Inventari del Patrimoni Arquitectònic de Catalunya.

## Descripció
Estructura de planta rectangular amb sostre a dos vessants, té quatre pisos i estructures posteriors en maó afegides a aquest nucli principal. El portal d'entrada és adovellat.

## Història
Va ser edificat per Francesc Claramunt l'any 1735, amb les llicències de la Intendència General de Catalunya que havia obtingut Josep Mora i Pons, del Castell de Cabrera, el 1731; era gravat amb un cens de tres sous pel Duc de Cardona i Medinaceli.
Amb posterioritat s'hi van afegir altres construccions: Cal Pau, un edifici de dues plantes amb finestres (ventanes) al pis superior, i una altra construcció més petita per encabir-hi una caldera per la necessitat del vapor arran del procés de mecanització, també una xemeneia de maó situada a l'esquerra de l'entrada principal.
Al soterrani s'hi duien a terme les tasques relacionades amb l'aigua, a la planta baixa les operacions de manipulació del drap (esquinçat i espolsat) i del paper (premsat, setinat i comptatge). A la primera planta hi vivien els propietaris i arrendataris del molí. Té tres pisos superiors, coneguts com a miradors, sense cap divisió per facilitar la circulació de l'aire.
El molí va tenir diversos arrendataris, entre els primers en són coneguts els germans Francesc i Pere Guarro de La Pobla de Claramunt (1787-1790), que produïen paper de barba i de cigarreta. Els darrers propietaris van ser Josep Munné i Martorell, fill de Pau Munné i Sala (propietari de Cal Farreras) que va adquirir el molí molt probablement durant la primera part del segle xx, i un dels seu fills, Josep Maria Munné Estruch, es dedicaven a fer paper d’estrassa i estrasseta, tipus de paper de poca qualitat, primerament confeccionats amb draps sense seleccionar i posteriorment amb paper vell. Un cop el molí va fer fallida l’any 1978, va ser adquirit pel senyor Romaní de La Pobla de Claramunt que l’ha tingut sense ús des d’aleshores fins ara.
A Carme, l'existència de molins està documentada des del segle XI; aprofitaven l'aigua de la riera de Carme. En arribar al segle XX s'han transformat en dues fàbriques papereres mecanitzades.
En l’actualitat tot i que l’edifici està protegit per les normes subsidiàries del municipi de Carme, el molí es va deteriorant de mica en mica i el seu propietari, l’ha posat a la venda.